# トルン条約 (1709年)

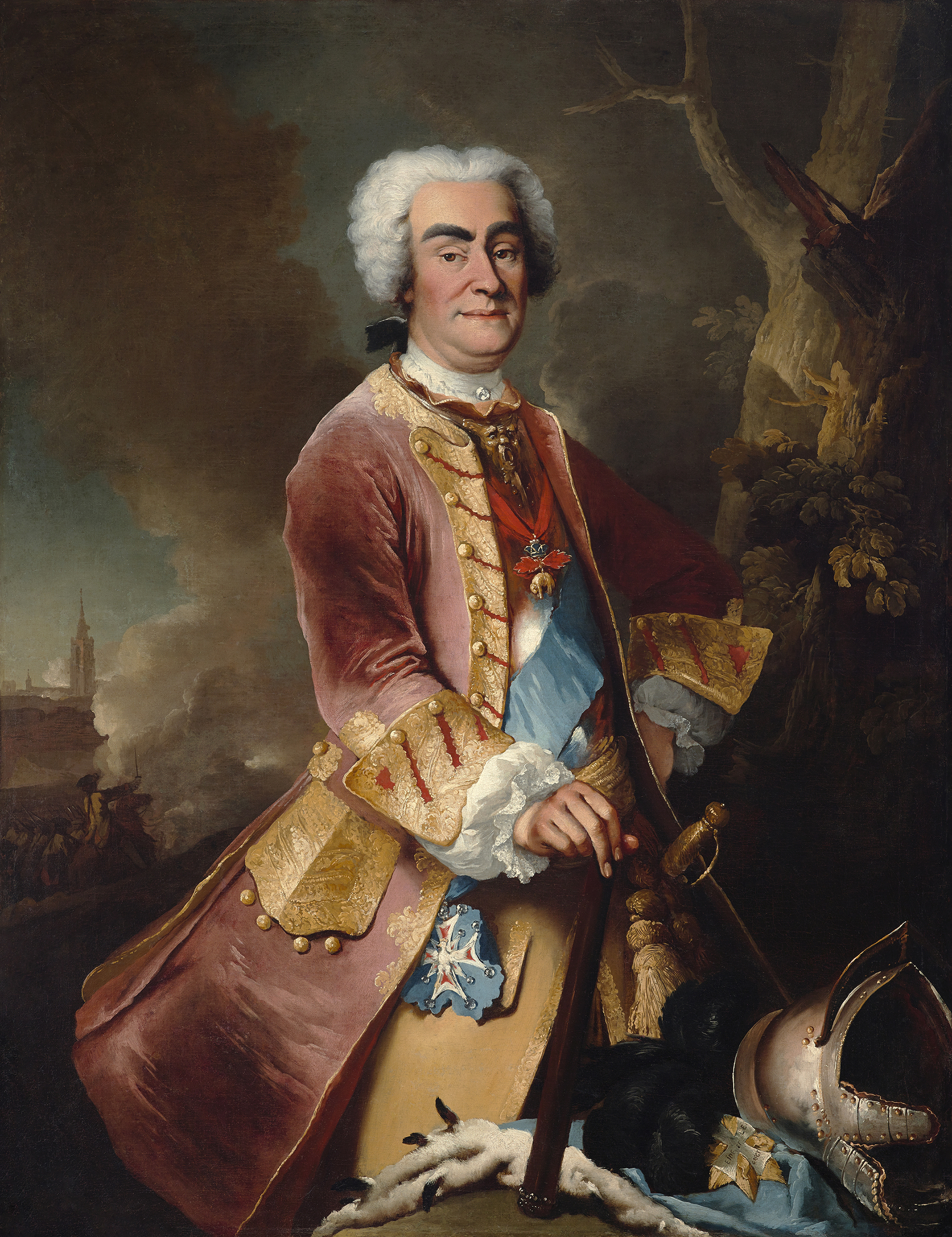
アウグスト2世

トルン条約（トルンじょうやく、英語: Treaty of Thorn）は、大北方戦争中の1709年10月9日、ポーランド＝リトアニア共和国のアウグスト2世とロシア・ツァーリ国のピョートル1世の間で締結された条約。条約はスウェーデン国王カール12世による1706年のアルトランシュテット条約で打ち破られた同盟を復活させ、アウグスト2世の復位を合意した。

## 背景
スウェーデンがポルタヴァの戦いで決定的な敗北を喫したことにより、大北方戦争の情勢はロシアのツァーリ ピョートル1世にとって有利なものになった。スウェーデン本軍がほぼ全滅、スウェーデン国王カール12世もオスマン帝国へ逃亡したことで、カール12世が1706年のアルトランシュテット条約で退位させたポーランド国王アウグスト2世はポーランド＝リトアニア共和国に進軍し、スウェーデンと同盟したスタニスワフ・レシチニスキから王位を奪回した。アウグスト2世はポーランド領を続けざまに再征服し、占領したトルンでピョートル1世と会談、北東ヨーロッパにおける行動方針について合意した。

## 内容
ピョートル1世はポーランド＝リトアニア共和国の要職が親露貴族で占められることを認めさせた後、アウグスト2世の復位に同意した。アウグスト2世はさらにポーランドにおける反ロシア組織の弾圧を義務付けられた 。また秘密条項ではスウェーデン領リヴォニアが占領ののち分割され、アウグスト2世が南部を、ピョートル1世が北部（エストニア）を獲得することも定められた。
プレオブラジェンスコエ条約での第一次同盟と違い、二人の関係がアルトランシュテット条約以降冷却しており、トルン条約の条項はほとんどピョートル1世の意思で決定された。条約ではアウグスト2世にリヴォニアの獲得が保証されたが、この条項は後に無効になった。

## その後
条約が締結された後、ピョートル1世は反スウェーデン同盟の再結成に動き出した。彼はマリーンヴェルデルでプロイセン国王フリードリヒ1世と面会、続いてリガ近くにあるロシア軍の軍営へ向かい、11月10日に到着した。デンマークとの同盟は1700年のトラヴェンタール条約で解体されたが、ロシアの外交官により1709年のコペンハーゲン条約で復活した。
1710年のはじめ、アウグスト2世はポーランドの首都ワルシャワに入城、対立王スタニスワフ・レシチニスキをスウェーデン領ポンメルンのシュトラールズントへ追放した。アウグスト2世がポーランド＝リトアニアにおける足場を固めると、1711年にスウェーデン領ポンメルンへ侵攻、シュトラールズントを包囲した（シュトラールズント包囲戦）。これは大北方戦争においてポーランド、デンマーク、ロシア軍がはじめて共闘した戦闘である。一方、ピョートル1世はスウェーデン領リヴォニアの征服を完了させた。